# Педро Алонсо
Педро Гонсалес Алонсо (нар. 21 червня 1971) — галісійський актор. Він є найвідомішим на міжнародному рівні за його роллю Андреса «Берлін» де Фунульоса в іспанському серіалі Паперовий будинок (Ла Каса — де — Papel) . У 2018 році журналом GQ Turkey він був обраний «Міжнародною зіркою року». Алонсо також брав участь у головній ролі Diablo Guardian, першого драматичного серіалу Amazon Prime Video у Латинській Америці, який вийшов у травні 2018 року.

## Раннє життя
Педро Алонсо народився 21 червня 1971 року в Віго, Іспанія. Вивчав журналістику і акторське ремесло у Вищій Королівській школі драматичних мистецтв (RESAD) в Мадриді, яку закінчив в 1992 році, і в Teatro de la Danza (Театр танцю). Алонсо — амбідекстр, крім рідної іспанської знає англійську і каталонську мови. Також є письменником і художником і публікує свої роботи під псевдонімом Педро Алонсо О'шоро.
Одружений з Тетяною Джорджевич та має дочку Уріель  (род.1998 році)

## Деякі фільми
- «Усвідомлення» (2023)

## Нагороди та номінації
| Рік      | Нагорода                        | Категорія                               | Робота                                            | Результат | Ref.  |
| -------- | ------------------------------- | --------------------------------------- | ------------------------------------------------- | --------- | ----- |
| 2009 рік | Нагороди Mestre Mateo           | Найкращий актор                         | Падре Касарес                                     | Номінація | [ 5 ] |
| 2010 рік | Нагороди Mestre Mateo           | Найкращий актор                         | Падре Касарес                                     | Номінація | [ 6 ] |
| 2014 рік | Нагороди Mestre Mateo           | Кращий актор, що підтримує роль         | Готель Gran                                       | Номінація | [ 7 ] |
| 2018 рік | Нагорода Спілки акторів Іспанії | Телебачення: Підтримка виступу, Чоловік | Паперовий будинок (телесеріал) (La casa de papel) | Перемога  | [ 8 ] |
| 2018 рік | Fotogramas de Plata             | Найкращий телеактор                     | Паперовий будинок (телесеріал) (La casa de papel) | Номінація | [ 9 ] |